# ساندرا سورواگی
ساندرا سورواگی (انگلیسی: Sandra Suruagy؛ زادهٔ april ۱۷, ۱۹۶۳ (۶۱ سال)) بازیکن والیبال اهل برزیل است.